# 第百一号型掃海艇
| 第百一号型掃海艇 | 第百一号型掃海艇 |
| ---------------- | --- |
| 第百二号掃海艇   | |
| 艦級概観         | |
| 艦種             | 掃海艇 |
| 艦名             | |
| 前級             | |
| 次級             | |
| 要目（竣工時）   | |
| 排水量           | 公試：678トン |
| 全長             | 54.86m |
| 全幅             | 4.72m |
| 吃水             | 2.54m |
| 機関             | ホ号艦本式缶（重油専焼）2基 六型レシプロ機関2基 2軸 1,976馬力 |
| 速力             | 15.7ノット |
| 航続距離         | 15.7ノットで1,900海里 |
| 燃料             | 重油 |
| 乗員             | |
| 兵装             | 四〇口径三年式八糎高角砲1基 （その後12cm高角砲に換装） 25mm機銃連装2基 （後に25mm単装機銃を増備） 94式爆雷投射機1基 爆雷36個 単艦式掃海具（イギリス製）1組 対艦式掃海具2組 |
| レーダー         | 一号三型電探1基（後日装備） |
| ソナー           | （一部イギリス製） |
| 同型艇           | 2隻 |

第百一号型掃海艇（だいひゃくいちごうがたそうかいてい）は日本海軍の捕獲掃海艇。同型艇2隻。

## 概要
本艦型は、太平洋戦争開戦時に香港で建造中だったイギリス海軍用のバンゴール級掃海艇の2隻、「タイタム」と「ワグラン」を日本側が接収して完成させたものである。日本側の接収時には船殻工事がそれぞれ60%と30%終了した段階であった。工事に必要な資材は現地で調達したが、機関と兵装のほとんどは日本から送付した。船首楼を短くするなど一部設計を変更している。
竣工後は船団護衛に従事、101号は1945年に南シナ海で戦没。102号は終戦時残存、イギリスに引き渡された後、解体された。
なお、日本陸軍も香港地区で未完成のバンゴール級掃海艇を接収し、「暁辰丸」として完成させ、哨戒任務に使用している。

## 同型艇
- 第百一号掃海艇
  - 1943年（昭和18年）2～3月に進水
  - 1944年（昭和19年）4月10日竣工。日本海軍籍に編入、横須賀鎮守府籍。第2南遣艦隊第21特別根拠地隊に編入する。
  - 主に南西方面での船団護衛に従事。
  - 1945年（昭和20年）1月12日、仏印南部で米艦載機の攻撃を受け沈没。3月10日除籍。
- 第百二号掃海艇
  - 1943年（昭和18年）2～3月に進水
  - 1944年（昭和19年）9月28日竣工。日本海軍籍に編入、横須賀鎮守府籍。第2遣支艦隊に編入する。
  - 主に東シナ海方面で船団護衛に従事。
  - 大湊付近で終戦を迎える。
  - 1945年（昭和20年）11月30日除籍
    - 12月1日、大湊地方復員局所管の掃海艦に指定[2]され、掃海に従事。
    - 12月20日、艦名を「掃第百二号」と改称[3]。

  - 1946年（昭和21年）9月1日、特別輸送艦に指定[4]。
  - 1947年（昭和22年）11月20日イギリスに引き渡し。浦賀船渠で解体。